# سوتره

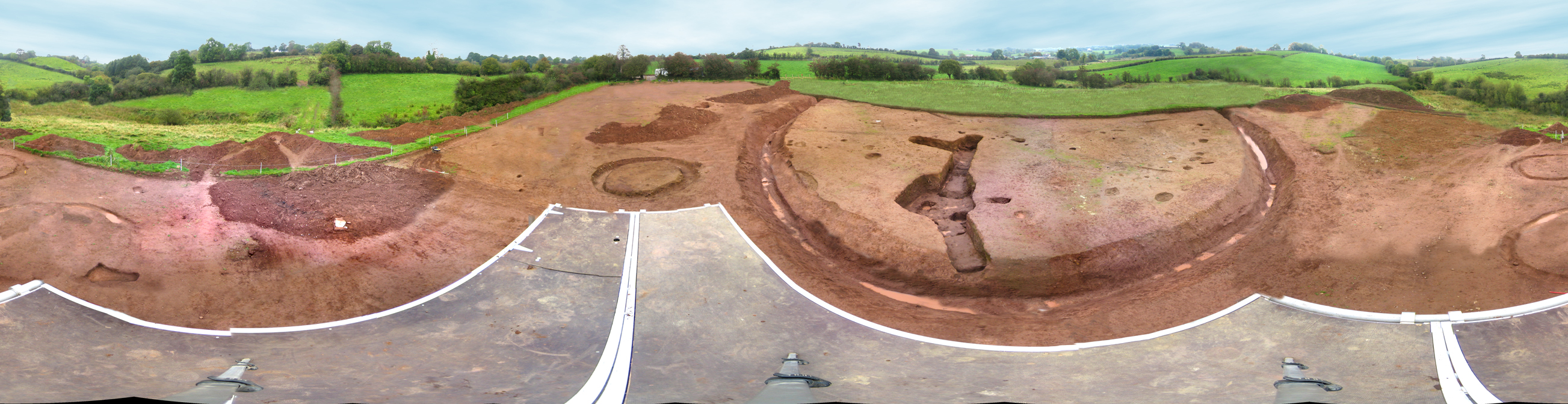
تصویر سراسرنما از یک سوتره در ایرلند شمالی، ساخته شده در حدود ۷۰۰ میلادی

سوتِره (فرانسوی: sous-terrain‎ به معنای زیر زمین) عنوانی است که باستان‌شناسان برای اشاره به گونه‌ای سازهٔ زیرزمینی استفاده می‌کنند که غالباً به اروپای حوزهٔ اقیانوس اطلس در عصر آهن مربوط است.
به نظر می‌رسد ساخت این سازه‌ها در عصر آهن از سرزمین گل (فرانسهٔ امروزی) به سمت شمال گسترش یافته باشد. نام‌های محلی برای این سازه‌ها شامل اتاق زیرزمینی، فوگوس (fogousاز زبان کورنی به معنی «غار») و پیکت می‌شود.
طرح و الگوی این سازه‌های در مناطق مختلف متفاوت بوده‌است. مثلاً در کورنوال غربی به‌نظر کاربرد انبار داشته‌اند.